# Phytoseiidae
Phytoseiidae es una familia de ácaros perteneciente al orden Mesostigmata y comprende unas 2250 especies. Muchas especies de la familia son predadores, que se alimentan de ácaros fitófagos, «mientras que algunas se alimentan de polen, néctar, rocío de miel y hongos.» Las especies predadores se emplean para combatir poblaciones de ácaros que se consideran nocivas.

## Subfamilias
La familia contiene las siguientes subfamilias:
- Amblyseiinae Muma, 1961
- Phytoseiinae Berlese, 1916
- Typhlodrominae Scheuten, 1857

## Literatura sobre Phytoseiidae
- Chaudhri, W.M. 1975: New subfamily Gnoriminae (Acarina: Phytoseiidae) with a new genus Gnorimus and description of a new species Gnorimus tabella from Pakistan. Pakistan journal of agricultural science, 12: 99-102.
- de Moraes, G.J.; McMurtry, J.A.; Denmark, H.A.; Campos, C.B. 2004: A revised catalog of the mite family Phytoseiidae. Zootaxa, 434: 1-494. Resumen y extracto
- de Moraes, G.J.; Oliveira, A.R.; Zannou, I.D. 2001: New phytoseiid mites (Acari: Phytoseiidae) from tropical Africa. Zootaxa, 8: 1-10. Resumen y extracto
- Lofego, A.C.; Demite, P.R.; Kishimoto, R.G.; de Moraes, G.J. 2009: Phytoseiid mites on grasses in Brazil (Acari: Phytoseiidae). Zootaxa, 2240: 41-59. Resumen y extracto
- Muma, M.H.; Denmark, H.A. 1968: Some generic descriptions and name changes in the family Phytoseiidae (Acarina: Mesostigmata). The Florida entomologist, 51(4):229-240. Texto completo
- Sirvid, P.J. et al. 2010: [Chapter] SIX Phylum ARTHROPODA CHELICERATA horseshoe crabs, arachnids, sea spiders. Pp. 50-89 en Gordon, D.P. (ed.): New Zealand inventory of biodiversity. Volume 2. Kingdom Animalia. Chaetognatha, Ecdysozoa, ichnofossils. Canterbury University Press, Christchurch, New Zealand. ISBN 978-1-877257-93-3